# مكيراس
مُكَيْراس هي بلدة ومديرية في محافظة البيضاء في اليمن. تقع عند حوالي 13 ° 56′38 ″ شمالاً و 45 ° 40′25 شرقاً مجاورة لمحافظة ابين وتبعد 20 كم عن مدينة البيضاء و 30 عن مدينة لودر. ترتفع على سطح البحر 2170 مترا. تقطن بها قبيلة العواذل والتي هي جزء من قبائل ابين.
يوجد بها مطار مكيراس. وتعد من أشهر المناطق في الجنوب اليمني لوفرة وتميز انتاجها الزراعية.

## تاريخ
كانت مُكَيْراس واحدة من محميات جنوب اليمن تحت الحكم البريطاني من 1839-1967. وكانت جزء من سلطنة العواذل قبل استقلال الجنوب اليمني عن الاستعمار البريطاني حيث كانت تعد العاصمة الثانية، بعد مدينة زارة، ومقر نائب سلطان العواذل.
عُثر فيها على العشرات من النقوش الاثرية والأماكن التاريخية التي تدل على انها كانت واحدة من الأماكن القديمة للحضارات اليمنية وخاصة حضارة حمير.

## الجغرافيا والمناخ
تتميّز مكيراس بجوها المعتدل على مدار السنة، عدا أشهر الشتاء الذي عادة ما يكون بردها شديداً. وبهوائها النقي وجوها المعتدل بسبب وقوعها في أعلى مرتفع جبلي يفصل بين محافظة ابين ومحافظة البيضاء وهي عقبة ثرة.